# Försäkringsinspektionen
Försäkringsinspektionen var en svensk myndighet som existerande från 1903 till 1991 och som från 1904 utövade tillsyn över det svenska försäkringväsendet.

## Historik
Myndigheten tillkom efter lagen om allmän försäkringsrörelse hade beslutats av Sveriges riksdag 1903. Mellan 1886, då den första kungörelsen om villkor för försäkringsverksamhet i Sverige tillkom, och 1903 hanterades övervakningen av det svenska försäkringsväsendet av Civildepartementet.
Myndigheten slogs samman med Bankinspektionen 1991 och bildade därmed Finansinspektionen.

## Chefer

### Överdirektörer
- 1903–1908: Edvard Phragmén (Överdirektör, tillförordnad)
- 1908–1930: Paul Laurin (tillförordnad överdirektör till 1910, överdirektör från 1910)
- 1930–1948: Olof André Åkesson

### Generaldirektörer
- 1948–1952: Olof André Åkesson
- 1952–1967: Rickard Sterner
- 1967–1986: Malte Oredsson
- 1986–1991: Edmund Gabrielsson